# Каширинский уезд
Каширинский уезд — уезд в Оренбургской губернии, существовавший в 1922 — 1927 годах. Центр — город Каширинск (по данным справочника по АТД СССР Каширинск был городом, но по данным переписи населения 1926 года — селом).
Был образован в 1922 году под названием Исаево-Дедовский уезд. В 1923 году переименован в Каширинский уезд.
14 мая 1928 года Оренбургская губерния и все уезды были упразднены, часть территории Каширинского уезда вошла в состав Каширинского района Оренбургского округа Средне-Волжской области.
По данным 1926 года в уезд входило 8 волостей:
- Александровская
- Булановская
- Дмитриевская
- Ново-Никитинская
- Романовская
- Софиевская
- Троицкая
- Шарлыкская[1]

В уезде проживало 170,9 тыс. жителей. Все они проживали в сельской местности.